# Mark Protosevich
Mark Protosevich (* 24. August 1961 in Chicago, Illinois) ist ein US-amerikanischer Drehbuchautor.

## Leben
Protosevich absolvierte ein Studium an dem Columbia College Chicago, welches er 1983 abschloss. Ende der 1990er Jahre schrieb Protosevich ein Drehbuch mit dem Namen Batman Triumphant, welches als Fortsetzung für Batman & Robin dienen sollte. Der Film wurde nicht gedreht.
Der erste Film, der auf einem seiner Drehbücher basiert, war The Cell aus dem Jahr 2000. An dieser Produktion war er auch als Koproduzent beteiligt. Für seine Arbeit erhielt er eine Nominierung für den Bram Stoker Award. 
Sein nächster Film war Poseidon, veröffentlicht im Jahr 2006. Dieser Katastrophenfilm stellt eine Neuverfilmung von Die Höllenfahrt der Poseidon (1972) dar. Zur Vorbereitung des Films ging Protosevich auf Reisen an Bord der Queen Mary 2.
2007 war er gemeinsam mit Akiva Goldsman an dem Drehbuch zum Endzeitfilm I Am Legend, basierend auf dem Roman Ich bin Legende, beteiligt. 2011 folgte die Comicverfilmung Thor, für die Protosevich in Zusammenarbeit mit J. Michael Straczynski die Story entwickelte.
Sein letztes Projekt war die gleichnamige US-amerikanische Neuverfilmung des südkoreanischen Thrillers Oldboy, bei der Spike Lee die Regie übernahm. Der Film kam im Herbst 2013 in die Kinos.

## Filmografie (Auswahl)
- 2000: The Cell
- 2006: Poseidon
- 2007: I Am Legend
- 2011: Thor
- 2013: Oldboy
- 2024: John Sugar (Sugar, Miniserie)